# أندرسون سانتوس سيلفا
أندرسون سانتوس سيلفا (بالبرتغالية: Anderson Santos Silva‏) (14 ديسمبر 1981 في البرازيل – )؛ هو لاعب كرة قدم سابق كان يلعب كمدافع.

## وصلات خارجية
- أندرسون سانتوس سيلفا على موقع رابطة كرة القدم اليابانية للمحترفين (اليابانية)
- أندرسون سانتوس سيلفا على موقع قاعدة بيانات كرة القدم.إي يو (الإنجليزية)
- أندرسون سانتوس سيلفا على موقع Soccerway.com (الإنجليزية)
- أندرسون سانتوس سيلفا على موقع عالم كرة القدم.نت (الإنجليزية)